# Gia đình tài tử
Gia đình tài tử là một chương trình truyền hình thực tế về âm nhạc bắt đầu phát sóng từ ngày 17 tháng 10 năm 2010, do Đài Truyền hình Thành phố Hồ Chí Minh và MCV Media sản xuất,  được phát sóng vào  8:30 sáng Chủ Nhật hàng tuần trên HTV9 và từ ngày 20 tháng 11 năm 2011 được chuyển sang khung giờ 19:00 tối Chủ Nhật hàng tuần trên kênh HTV7. Sau đó, chương trình chuyển sang khung giờ 19:00 thứ 6 (06/01/2017 - 05/05/2017).  Chương trình dành cho những gia đình yêu ca hát từ 3 thế hệ và gồm 8 thành viên trở lên. Chiến thắng vòng thi tuần, các gia đình sẽ tham dự vòng thi tháng để có cơ hội sở hữu phần quà trị giá 100.000.000 đồng từ Panasonic. Đối với phiên bản "Tài năng tổng hợp" nếu gia đình chiến thắng sẽ nhận 10.000.000 đồng, nếu thất bại nhận 1.000.000 đồng. MC Quyền Linh là người dẫn chương trình cho chương trình trong suốt thời gian phát sóng.

## Thời gian phát sóng
Chương trình Gia đình tài tử ra đời vào năm 2010 và được phát sóng vào sáng Chủ Nhật hàng tuần trên kênh HTV9, Đài Truyền hình Thành phố Hồ Chí Minh. Đến năm 2011 thì được chuyển sang phát sóng trên kênh HTV7 vào tối Chủ Nhật hàng tuần. Từ tháng 1 năm 2017 đến khi chương trình kết thúc, chương trình được chuyển sang thứ Sáu, nhưng vẫn phát sóng trên kênh HTV7.

## Cấu trúc chương trình

### Phiên bản gốc (17/10/2010 - 12/05/2013)
Ngoài một vài tập được sản xuất nhân những dịp đặc biệt (sinh nhật, lễ, Tết...), các gia đình tham gia chương trình phải trải qua 2 vòng thi:
- Vòng thi tuần: gồm có 2 gia đình thi đấu, gia đình chiến thắng sẽ đoạt được vé tham gia vòng thi tháng.
- Vòng thi tháng: gồm có 3 gia đình chiến thắng trong những cuộc thi tuần trước, gia đình chiến thắng sẽ đoạt được giải thưởng 100.000.000 đồng.

### Phiên bản "Gia đình và những người bạn" (19/05/2013 - 31/08/2014)
Là một cuộc thi hát cho những gia đình từ những người thân, hỗ trợ của gia đình, bạn bè đồng nghiệp... Gia đình vô địch năm nhận được giải thưởng 300.000.000 đồng.

### Phiên bản " Ban nhạc và Gia Đình " (07/09/2014 - 13/09/2015)
Là cuộc tranh tài tìm ra nhà vô địch năm với giải thưởng 100.000.000 đồng, với thể thức thi đấu như sau: 36 ban nhạc thi tuần, tìm ra 12 ban nhạc vô địch thi tháng, 4 ban nhạc thi quý, và chọn ra 1 ban nhạc vị trí vô địch năm (với thể thức thi đấu vòng tròn).

### Phiên bản "Tài năng tổng hợp" (20/09/2015 - 05/05/2017)
Mỗi số sẽ có 2 gia đình tham gia chinh phục thử thách. Nếu gia đình chiến thắng, sẽ nhận được giải thưởng 10.000.000 đồng, còn nếu không thành công sẽ nhận được 1.000.000 đồng. Từ tập 41 - tập 62, với sự xuất hiện của nhà tài trợ là ngân hàng Maritime Bank, nếu gia đình chiến thắng sẽ nhận được 14.000.000 đồng, trong đó: 10 triệu từ BTC và 4 triệu từ nhà tài trợ Maritime Bank, còn nếu như gia đình nào thất bại sẽ nhận được 2.000.000 đồng, trong đó: 1 triệu từ BTC và 1 triệu từ nhà tài trợ Maritime Bank. Tất cả những phần thưởng của gia đình đó sẽ được chuyển khoản qua hệ thống Internet Banking của Maritime Bank.
Thử thách của chương trình đa dạng với các chủ đề như âm nhạc, trí nhớ, biệt tài, kỹ năng...
Có tất cả là 110 thử thách đã được công bố bởi BTC chương trình dành cho các gia đình.
Trước khi ghi hình, hình ảnh của 1 tuần tập luyện của gia đình sẽ do gia đình tự quay.

## Cơ cấu giải thưởng
Bộ giải thưởng Panasonic 100 triệu đồng hiện tại bao gồm:
- TV PLASMA
- TV LCD
- NHÀ HÁT GIA ĐÌNH
- MÁY ẢNH
- MÁY ĐIỀU HÒA
- LÒ VI BA
- TỦ LẠNH
- MÁY GIẶT
- BÀN ỦI
- NỒI CƠM ĐIỆN
- MÁY XAY SINH TỐ
- MÁY SẤY TÓC
- MÁY HÚT BỤI

Với phiên bản Tài năng tổng hợp, nếu chiến thắng thì sẽ được giải thưởng là 10.000.000, nếu thua cuộc thì vẫn có được 1.000.000. Ngoài ra, nhà tài trợ là Ngân hàng TMCP Hàng hải Việt Nam còn dành tặng thêm 1 sổ tiết kiệm nếu như chiến thắng trong thử thách mà đã được công bố bởi BTC chương trình.

## MC, Sứ giả và Giám khảo
Quyền Linh là người dẫn chương trình của Gia đình tài tử từ khi bắt đầu phát sóng, và cũng là MC duy nhất của chương trình.
Danh sách các Giám khảo:
- Thanh Lam
- Hồ Quỳnh Hương
- Tùng Dương
- Dương Khắc Linh
- Cẩm Ly
- Đông Nhi
- Phước Thịnh
- Thu Minh
- Bằng Kiều
- Lê Quang
- Hồ Ngọc Hà

Danh sách các Sứ giả:
- Sứ Duy Vương
- Hồng Phúc
- Yến Trang
- Mai Phương
- Thiên Vương
- Chí Thiện
- Miko Lan Trinh
- Kiều Minh Tuấn
- Trương Thế Vinh
- Diễm My 9x
- Vân Anh
- Tường Vi
- Đại Nghĩa
- Nguyên Khang

## Tạm ngừng phát sóng
Gia đình tài tử đã có một số lần phải tạm dừng hoặc thay đổi việc ghi hình và phát sóng theo kế hoạch do trùng với các sự kiện đặc biệt. Các chương trình bị hoãn đã được phát sóng trở lại sau đó 7 ngày. Cụ thể:
- 11/09/2011, do trùng với lễ Quốc tang Nguyên Chủ tịch Hội đồng Nhà nước Võ Chí Công.
- 13/10/2013, do trùng với lễ Quốc tang Đại tướng Võ Nguyên Giáp.
- 04/12/2016, do trùng với lễ Quốc tang Nguyên Chủ tịch nước Cuba Fidel Castro.

## Nhà tài trợ
- Panasonic (17/10/2010 - 12/05/2013)
- Maritime Bank (24/04/2016 - 27/11/2016)